# 야마모토 치히로
야마모토 치히로(Chihiro Yamamoto, 1996년 8월 29일 ~ )는 일본의 배우이다.
효고현에서 태어났다.

## 방송
- 주판 사무라이 바람의 이치베
- 울트라맨 지드

## 영화
- 킹덤2: 아득한 대지로 (2022년) - 강상 역
- 브레이브 스톰 (2017년)
- 사무라이 VS 좀비 (2014년)
- 우즈마사 라임라이트 (2014년)